# Anna Tsuchiya
Anna Marie Heider-Tsuchiya (em japonês: ハイダー土屋 アンナ マリー; romaniz.: Heida-Tsuchiya Anna Mari; nascida em Tóquio, em 11 de março de 1984), mais conhecida como Anna Tsuchiya (em japonês: 土屋アンナ; romaniz.: Tsuchiya Anna), é uma cantora, modelo e atriz nipo-americana.

## Biografia
Anna Tsuchiya começou sua carreira aos 14 anos como modelo para a revista Seventeen. Posteriormente, passou a atuar em comerciais de televisão para diversas empresas.
Em 2002, Anna formou a banda Spin Aqua com Kaz (ex-guitarrista do grupo Oblivion Dust). O grupo não obteve muito sucesso e encerrou suas atividades em 2003, após três singles, um álbum e um DVD. 
Anna também atuou em alguns filmes, como Shimotsuma Monogatari, co-estrelado com Kyoko Fukada, ganhando oito prêmios pelo filme, entre eles, o Prêmio da Academia Japonesa. No ano seguinte, realizou seu primeiro trabalho como dubladora, emprestando sua voz para a versão japonesa do filme da Disney Herbie: Fully Loaded, no papel de Maggie Peyton (interpretado por Lindsay Lohan). Desde então, atuou papéis em "Kiraware Matsuko no Issho" (2006) e "Dororo" (2007). Seu último trabalho foi como atriz principal em "Sakuran" (2007).

### Carreira musical solo
No Verão de 2005, Anna lançou seu primeiro mini álbum "Taste My Beat", estreando sua carreira musical. Em janeiro de 2006, lançou “Change Your Life”, seu primeiro single, seguido de "Slap that Naughty Body / My Fate", lançado simultaneamente com seu álbum remix "Taste My xxxremixxxxxx! Beat Life!”. Pouco depois, interpretou o tema de abertura do anime NANA, com a música "Rose", onde também, cantou no papel de Nana Osaki. Sob o pseudônimo de "ANNA INSPI' NANA (BLACK STONES)" lançou o single que obteve o maior sucesso de sua carreira, alcançando o 6º lugar na listas de singles da Oricon.
Pouco depois lançou seu primeiro álbum, "Strip Me?", que estreou em 11º lugar nas paradas de músicas mais tocadas.
Seu segundo tema para o anime NANA foi "Kuroi Namida", tema de encerramento, lançado em 17 de janeiro. Logo depois lançou "Lucy", também parte da trilha sonora do anime NANA, a terceira abertura da série.
Em 2008, Anna lançou seu quarto álbum, "Nudy Show!", que alcançou o 10º lugar no ranking de vendas da Oricon. O álbum conta com parcerias de outros artistas de destaque, como a banda Monkey Majik e a rapper AI.
Em 2009, Anna lançou o single "Brave Vibration", que se tornou um grande sucesso no verão japonês, inspirando o filme MR. Rococo. Ainda em 2009, Anna engravidou de seu segundo filho.
Em 2010, Anna retornou com dois novos singles e um álbum. Os singles "Atashi" e "Shout in the Rain" não obtiveram o mesmo sucesso de seus trabalhos anteriores, ambos alcançando a 68º posição no ranking da Oricon. O terceiro álbum de estúdio da cantora, "RULE", veio logo em seguida, contando com os singles "Atashi", "Shout in the Rain" e "Brave vibration". Também traz a faixa "Guilty", que foi tema do filme Resident Evil Degeneration, e as faixas "Hey You!" e "Gun! Gun! Love?".
Em 2011, lançou o single triplo intitulado "Unchained Girl", contendo os singles "Juicy Girl", "Master Blaster" e "Stayin Alive".

## Vida pessoal
Tsuchiya afirmou ter sido vítima de bullying na adolescência por parte de seus colegas japoneses por conta de seu sobrenome 'Heider' de origem polaca.
Em 2004, Tsuchiya anunciou seu noivado com o modelo e ator Joshua Niimura, o irmão mais novo da modelo Friedia Niimura (Rin Kozue). Em 19 de novembro de 2004, Tsuchiya deu à luz ao seu primeiro filho, chamado Sky (em japonês: 澄海; romaniz.: Sukai), que aparece em um photobook com sua mãe, intitulado "Happy Days — Anna, Mama ni Naru!" Em julho de 2006, foi anunciado que Tsuchiya e Niimura haviam se divorciado. Em maio de 2008, Niimura morreu de insuficiência cardíaca aos 25 anos de idade.
Em setembro de 2009, Tsuchiya escreveu em seu blog que estava grávida, e havia se casado com seu estilista de longa data, Yamato Kikuchi, três anos mais velho que ela. Os dois começaram a namorar em 2007. Em 26 de março de 2010, Tsuchiya deu à luz ao seu segundo filho, Simba (em japonês: 心羽; romaniz.: Shinba). Eles se divorciaram em 2016. Em 6 de março de 2017, ela deu à luz a sua terceira filha, e em 21 de novembro de 2018, ela deu à luz ao seu quarto filho, novamente uma menina.

## Discografia
Nota: não incluído os trabalhos lançados pela banda Spin Aqua.
- Taste My Beat (2005)
- Strip Me? (2006)
- ANNA INSPI' NANA (BLACK STONES) (2007)
- Nudy Show! (2008)
- Rule (2010)

Colaborações
| Artista         | Álbum                                                        | Música                                        | Pico no ranking | Lançamento             |
| --------------- | ------------------------------------------------------------ | --------------------------------------------- | --------------- | ---------------------- |
| Brian Jones†    | Tributo a Brian Jones                                        | "My dear"                                     | #4              | 9 de agosto de 2006    |
| Fake?           | Marilyn is a Bubble                                          | "Butterfly (Don't Let My Sun Go Down)"        | #4              | 22 de novembro de 2006 |
| Tomoyasu Hotei  | Soul Sessions                                                | "Hotei vs. Tsuchiya Anna — Queen of the Rock" | #1              | 6 de dezembro de 2006  |
| Vários artistas | Resident Evil: Degeneration OST                              | "Guilty"                                      | #23             | 17 de dezembro de 2008 |
| Hoobastank      | The Greatest Hits: Don't Touch My Moustache (Deluxe edition) | "The Letter"                                  | #16             | 5 de agosto de 2009    |
| S'capade        | S'capade                                                     | "Dirty Beauty"                                | #4              | 9 de junho de 2010     |
| Namie Amuro     | Checkmate!                                                   | "Wonder Woman" (feat. Ai e Anna Tsuchiya)     | #1              | 23 de março de 2011    |
| Seamo           | Collabo Denssetsu                                            | "S.ex." (feat. Anna Tsuchiya e Shikao Suga)   | #1              | 24 de agosto de 2011   |
| Oblivion Dust   | 9 Gates For Bipolar                                          | "Sail Away"                                   | #3              | 11 de abril de 2012    |
| Inoran          | Dive Youth, Sonik Dive                                       | "no options"                                  | #5              | 27 de junho de 2012    |

† Essa colaboração é, na verdade, uma versão cover sem ele.

## Filmografia
| Ano  | Título                                              | Personagem                  | Ref.   |
| ---- | --------------------------------------------------- | --------------------------- | ------ |
| 2003 | Kantoku kansen                                      |                             |        |
| 2004 | Shimotsuma Monogatari                               | Ichigo Shirayuri            | [ 9 ]  |
| 2004 | Cha no Aji                                          | Aoi Suzuishi                |        |
| 2005 | Bashment                                            | Juri Omori                  |        |
| 2005 | Herbie: Fully Loaded                                | Maggie Peyton (Voz)         |        |
| 2006 | Kiraware Matsuko no issho                           | Prisioneiro C               |        |
| 2006 | Sakuran                                             | Kiyoha                      |        |
| 2007 | Dororo                                              | Lady Sabame                 |        |
| 2008 | Pako to Maho no Ehon                                | Tamako                      |        |
| 2009 | Heaven's Door                                       |                             |        |
| 2009 | Kamui Gaiden                                        | Ayu                         | [ 10 ] |
| 2011 | Koitani Bashi: La Vallee de l'amour                 |                             |        |
| 2012 | Gumo Ebian!                                         | Garota no mercado de pulgas |        |
| 2012 | Battleship                                          | Cora Raikes (Voz)           |        |
| 2013 | Return (Hard Version)                               | Maru Gotengawa              |        |
| 2014 | S - Saigo no Keikan                                 | Aki Yokokawa                |        |
| 2015 | S - Saigo no Keikan - Dakkan Recovery of Our future | Aki Yokokawa                |        |
| 2015 | Gonin Saga                                          | Asami Kikuchi               |        |
| 2019 | Diner                                               | Maria                       |        |
| 2020 | Kimi wa Kanata                                      | Orika                       |        |